# Second to None (альбом Кармен Макрей)
Second to None — студийный альбом американской певицы Кармен Макрей, выпущенный в 1964 году на лейбле Mainstream Records.

## Отзывы критиков
| Оценки критиков               | Оценки критиков |
| Источник                      | Оценка          |
| ----------------------------- | --------------- |
| AllMusic                      | [ 3 ]           |
| Encyclopedia of Popular Music | [ 4 ]           |

В рецензии журнала Billboard написали: «Мисс Макрей несравнима c сегодняшними „легальными“ вокалистками. Она неизменно изобретательна, и неизменно талантлива во всём, что поёт. При поддержке первоклассных музыкантов Питера Маца и полного состава оркестра она исполняет с безупречным тембром и фразировкой прекрасную коллекцию песен, включая „My Reverie“, „Because You’re Mine“ и „	In Love In Vain“». В обзоре Cash Box было сказано: «Кармен Макрей в прошлом заслужила множество лавров благодаря своему блестящему, самобытному блюзово-джазовому вокалу, но этот новый набор этюдов при поддержке биг-бэнда считается одним из её самых запоминающихся на сегодняшний день. Мощное вокальное обаяние Жаворонка с широким диапазоном и лирическая подача сослужили ей хорошую службу в песнях „Love in Vain“, „The Music That Makes Me Dance“ и „Blame It on My Youth“. Здесь большой потенциал». Рецензент Record World отметил, что «Кармен погрузилась в малоизученный, но отличный каталог стандартов» и что «ёе прочтение мягкое и чистое».

## Список композиций
1. «In Love in Vain» (Джером Керн) — 2:45
2. «Where Did It Go (Manhã de Carnaval) (Theme from Black Orpheus)» (Луис Бонфа, Рут Бэтчелор) — 2:32
3. «The Music That Makes Me Dance» (Боб Меррилл, Джул Стайн) — 2:37
4. «Because You’re Mine» (Николас Бродский, Сэмми Кан) — 2:20
5. «Too Good» (Жильбер Беко, Норман Гимбел) — 2:52
6. «Once Upon a Summertime» (Эдди Барклай, Джонни Мерсер, Мишель Легран) — 3:20
7. «The Night Has a Thousand Eyes» (Бадди Берньер, Джерри Брайнин) — 3:09
8. «Cloudy Morning» (Джо Маккарти мл., Марвин Фишер) — 2:59
9. «Blame It on My Youth» (Эдвард Хейман, Оскар Левант) — 3:01
10. «Winter in May» (Арти Шоу, Рут Бэтчелор) — 2:58
11. «My Reverie» (Ларри Клинтон) — 2:40
12. «And I Love Him» (Джон Леннон, Пол Маккартни) — 2:12

## Участники записи
- Кармен Макрей — вокал
- Питер Мац — аранжировка, дирижёр
- Ричард Дэвис, Виктор Спроулз — бас
- Тони Штадд — бас-тромбон
- Алла Голдберг, Чарли Маккракен, Джордж Риччи, Морис Браун — виолончель
- Арчи Фридман — барабаны
- Фил Бондер, Шелли Голд — флейта, кларнет, гобой, альтовая флейта
- Джимми Баффингтон, Рэй Элон, Дик Берг — валторна
- Барри Галбрейт — гитара
- Джин Бьянко — арфа
- Джордж Девенс, Фил Краус — перкуссия
- Норман Симмонс — фортепиано
- Чарли Смолл, Чонси Уэлч, Джонни Месснер — тромбон
- Джонни Белло — труба
- Эл Браун, Дейв Манковиц, Мэнни Варди, Гарольд Фурманский — альт
- Ариана Брун, Берни Эйкен, Кэмел Мейлин, Дейв Нейден, Джек Зайд, Джозеф Мейлин, Макс Кан, Макс Поликофф, Норман Карр, Питер Буон, Роу Полякин, Тоша Самарофф, Вера Морганштерн, Уолтер Легавец — скрипка

## Чарты
| Чарт (1964)                         | Высшая позиция |
| ----------------------------------- | -------------- |
| США (Cash Box Looking Ahead Albums) | 20             |